# Chira, Hotan
Chira, även känt som Cele eller Tsehleh, är ett härad som lyder under prefekturen Hotan i Xinjiang-regionen i nordvästra Kina. Det ligger omkring 940 kilometer sydväst om regionhuvudstaden Ürümqi.